# جوزيف آرثر (كاتب مسرحي)
جوزيف آرثر (بالإنجليزية: Joseph Arthur)‏ هو كاتب مسرحي أمريكي، ولد في 1848 في سنترفيل في الولايات المتحدة، وتوفي في 1906 في نيويورك في الولايات المتحدة.

## وصلات خارجية
- جوزيف آرثر على موقع IMDb (الإنجليزية)
- جوزيف آرثر على موقع قاعدة بيانات برودواي على الإنترنت (الإنجليزية)
- جوزيف آرثر على موقع قاعدة بيانات الفيلم (الإنجليزية)